# نالین پکگول
نالین پکگول (Nalin pekgul)، سیاست‌مدار در سال ۱۹۶۷ در یکی از روستاهای جنوب شرقی ترکیه در خانواده‌ای کردتبار چشم به جهان گشود. وی ابتدا به پرستاری علاقه‌مند بود اما سپس به سیاست روی آورد.
در سال‌های ۱۹۹۴ تا ۲۰۰۲ نماینده پارلمان سوئد بود. از سال ۲۰۰۲ تاکنون رئیس سازمان زنان سوسیال دمکرات سوئد است.